# Cagraray Island
Cagraray Island ist eine philippinische Insel in der Provinz Albay. Cagraray Island wird von der Großstadt Malilipot und der Großraumgemeinde Bacacay aus verwaltet. Auf der Insel liegen zwei Barangays Malilipot und 21 Barangays Bacacays, diese werden als dörflich beschrieben und hatten 2007 zusammen eine Einwohnerzahl von 30.454 Personen. Die Bevölkerung lebt hauptsächlich vom Fischfang, in den Küstenebenen finden sich auch kleinere landwirtschaftlich genutzte Flächen.

## Barangays

### Bacacay
| - Bariw - Pigcobohan - Langaton - Sula - Misibis - Mataas - Cawayan - Nahapunan - Tambongon - Mapulan Daga - Cagbulacao | - Namantao - Tambilagao - Namanday - Busdac - San Pablo - Pongco Bonga - Uson - Buang - Napao - Tanagan |

### Malilipot
- San Antonio
- Salvacion[3]

## Geographie
Cagraray Island liegt etwa 3 km vor der Küste der Bicol-Halbinsel und trennt zusammen mit Rapu-Rapu-, San Miguel-, Guinangayan- und Batan Island den Golf von Lagonoy vom Golf von Albay in der westlichen Philippinensee. Die Insel hat die Form eines Amboss, der in Nord-Süd-Richtung ausgerichtet ist. Die Topografie der Insel ist gekennzeichnet durch ein hügeliges Terrain, das im Inselinneren auf über 250 Meter über dem Meeresspiegel ansteigt und Steigungen aufweist, die 50 % Gefälle erreichen können. Die Küstenlinie der etwa 15 km langen und ca. 9 km breiten Insel wird durch Sand- und Kiesstrände sowie Basaltformationen geprägt. Der Pflanzenwuchs der Insel besteht aus einer teilweise dichten tropischen Regenwaldvegetation, die einen sehr ursprünglichen Charakter hat.
Fährverbindungen zur Insel besteht vom Hafen in Legazpi City und Bacacay aus. Die Überfahrt dauert ca. 30 bis 45 Minuten.